# The Way of All Flesh (album)
The Way of All Flesh er det fjerde studiealbum af den franske heavy metal-gruppe Gojira. Albummet blev udgivet den 13. oktober 2008.

## Spor
Alt tekst skrevet af Joe Duplantier med mindre andet er noteret, alt musik komponeret af Joe Duplantier & Mario Duplantier med mindre andet er noteret.
| The Way of All Flesh | The Way of All Flesh                          | The Way of All Flesh         | The Way of All Flesh                                | The Way of All Flesh | The Way of All Flesh | The Way of All Flesh | The Way of All Flesh | The Way of All Flesh | The Way of All Flesh |
| #                    | Titel                                         | Tekst                        | Musik                                               | Længde               |                      |                      |                      |                      |                      |
| -------------------- | --------------------------------------------- | ---------------------------- | --------------------------------------------------- | -------------------- | -------------------- | -------------------- | -------------------- | -------------------- | -------------------- |
| 1.                   | "Oroborus"                                    |                              | Joe Duplantier, Mario Duplantier & Christian Andreu | 5:21                 |                      |                      |                      |                      |                      |
| 2.                   | "Toxic Garbage Island"                        |                              |                                                     | 4:06                 |                      |                      |                      |                      |                      |
| 3.                   | "A Sight to Behold"                           |                              |                                                     | 5:09                 |                      |                      |                      |                      |                      |
| 4.                   | "Yama's Messengers"                           |                              |                                                     | 4:03                 |                      |                      |                      |                      |                      |
| 5.                   | "The Silver Cord" (Instrumental)              |                              |                                                     | 2:31                 |                      |                      |                      |                      |                      |
| 6.                   | "All the Tears"                               |                              |                                                     | 3:41                 |                      |                      |                      |                      |                      |
| 7.                   | "Adoration for None" (featuring Randy Blythe) | J. Duplantier & Randy Blythe |                                                     | 6:19                 |                      |                      |                      |                      |                      |
| 8.                   | "The Art of Dying"                            |                              |                                                     | 9:54                 |                      |                      |                      |                      |                      |
| 9.                   | "Esoteric Surgery"                            |                              |                                                     | 5:44                 |                      |                      |                      |                      |                      |
| 10.                  | "Vacuity"                                     |                              |                                                     | 4:51                 |                      |                      |                      |                      |                      |
| 11.                  | "Wolf Down the Earth"                         |                              |                                                     | 6:25                 |                      |                      |                      |                      |                      |
| 12.                  | "The Way of All Flesh"                        |                              |                                                     | 17:03                |                      |                      |                      |                      |                      |
| 75:07                |                                               |                              |                                                     |                      |                      |                      |                      |                      |                      |

## Musikere
- Joe Duplantier - sang, rytmeguitar
- Mario Duplantier - trommer
- Christian Andreu - leadguitar
- Jean-Michel Labadie - basguitar